# Сафін Халіл Масгутович
Сафін Халіл Масгутович (1 июля 1963, с. Кулгана) — аграрій, доктор сільськогосподарських наук, професор, член-кореспондент Академії наук Республіки Башкортостан, завідувач кафедри землеустрою БашДАУ; завідувач відділу землеробства БашНДІСГ.

## Біографія
Сафін Халіл Масгутович народився 1 червня 1963 року в селі Кулгана Абзеліловського району Республіки Башкортостан.
До 1980 року навчався в Амангільдинській середній школі. У 1980 вступив, а в 1985 році закінчив Башкирський сільськогосподарський інститут.
Місце роботи: з 1985 года — асистент Башкирського сільгоспінституту; 1986—1988 рр. — 2-й секретар Абзеліловського райкому ВЛКСМ; 1988—1989 рр. — інструктор Абзеліловського райкому КПРС; 1989—1992 рр. — секретар парткому радгоспу «Урал» Абзеліловського району; 1992—1993 рр. — голова виконкому Альмухаметовської сільради Абзеліловського району; 1993—1995 рр. — директор АКХ «Кизильяр» Абзеліловського району; 1995—1997 рр. — директор ОПХ «Абзеліловськое» БашНДІСГ; 1997—1999 рр. — старший науковий співробітник БашНДІСГ; 1999—2000 рр. — завідувач лабораторії БашНДІСГ; 2000—2008 рр. — начальник відділу науки та зовнішніх зв'язків Міністерства сільського господарства Республіки Башкортостан..
Область наукової діятельності Сафіна: рослинництво, кормовиробництво, луговодство, зрошення та осушення земель; системи землеробства; плодючість ґрунтів.

## Праці
- Сафин Халил Масгутович. «Оптимизация технологий возделывания кормовых культур на орошаемых землях Южного Урала» диссертация доктора сельскохозяйственных наук: 06.01.09.- Уфа, 2003.- 439 с.: ил. РГБ ОД.